# Thiofrid van Echternach

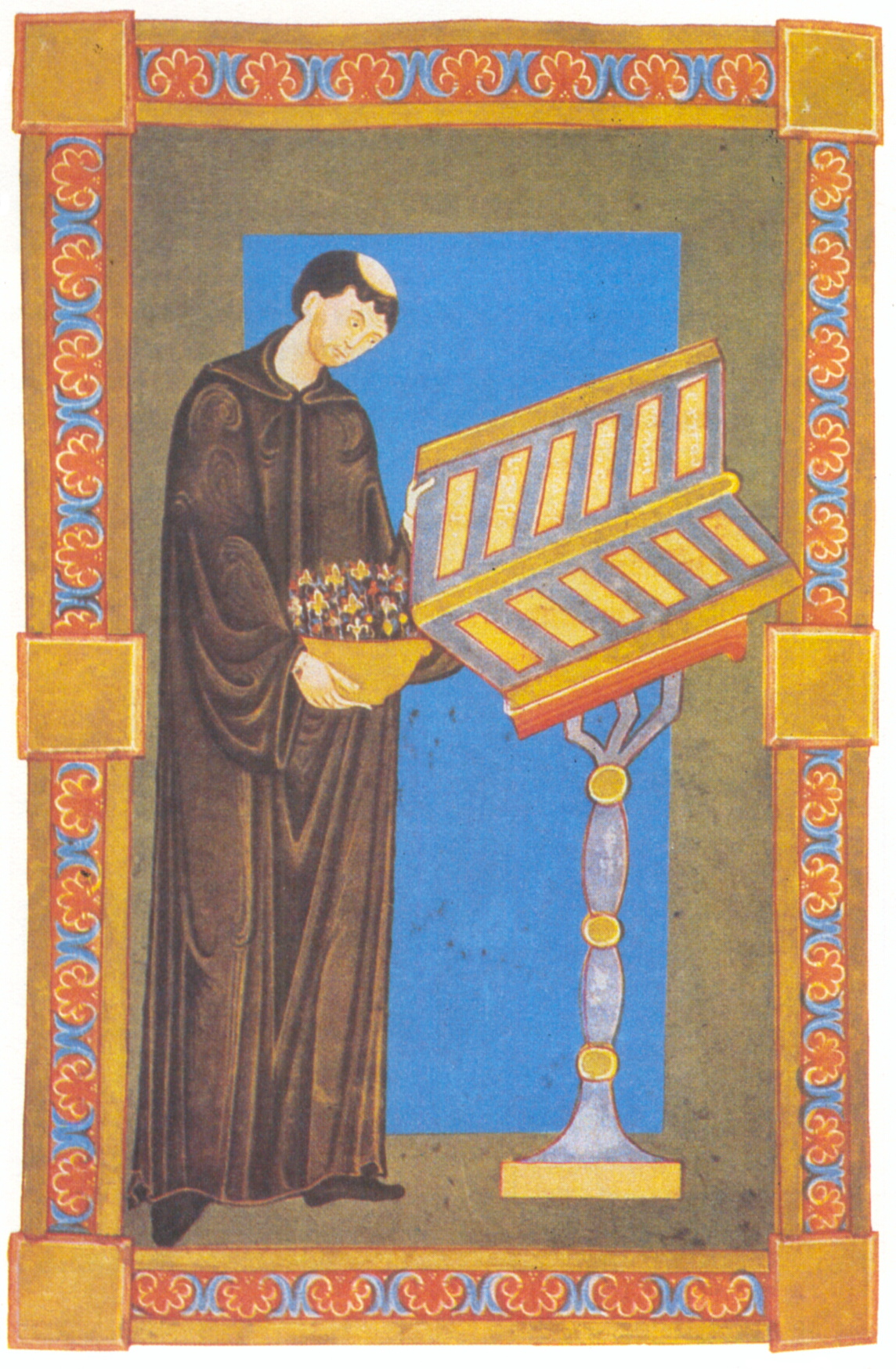
Thiofrid van Echternach

Thiofrid (overleden 1110) was de benedictijner abt van de Abdij van Echternach en schrijver van werken in verschillende gebieden. Hij is een van de weinige middeleeuwse schrijvers die de relikwieëncultus bespreekt in zijn Flores epytaphii sanctorum.
Hij schreef over Willibrord; in verband met de verbinding tussen Walcheren, waar een kerk was gewijd aan Willibrord, en Echternach. Thiofrid reisde naar Frisia om te bemiddelen tussen de inwoners en een zoon van Boudewijn van Vlaanderen.

## Opmerkingen
1. ↑  Theofried, Thiofridus Epternacensis or Efternacensis, Theofridus, Théofroy.
2. ↑  Chris Lewis, Simon Barton, IV Central Middle Ages
Annual Bulletin of Historical Literature (1997) 81 (1), pp. 22–36.
3. ↑  http://www.willibrord.lu/spip.php?article45, https://web.archive.org/web/20160303200616/http://utopia.knoware.nl/users/ikedl/chant/ike/saints/Willibrordus_st.htm
4. ↑  Elizabeth van Houts, Herward and Flanders, p. 206, in Michael Lapidge (editor), Anglo-Saxon England (2000), .